# Tornac
Tornac is een gemeente in het Franse departement Gard (regio Occitanie). De plaats maakt deel uit van het arrondissement Alès. Tornac telde op 1 januari 2022 944 inwoners.

## Geografie
De oppervlakte van Tornac bedroeg op 1 januari 2022 19,68 vierkante kilometer; de bevolkingsdichtheid was toen 48 inwoners per km².

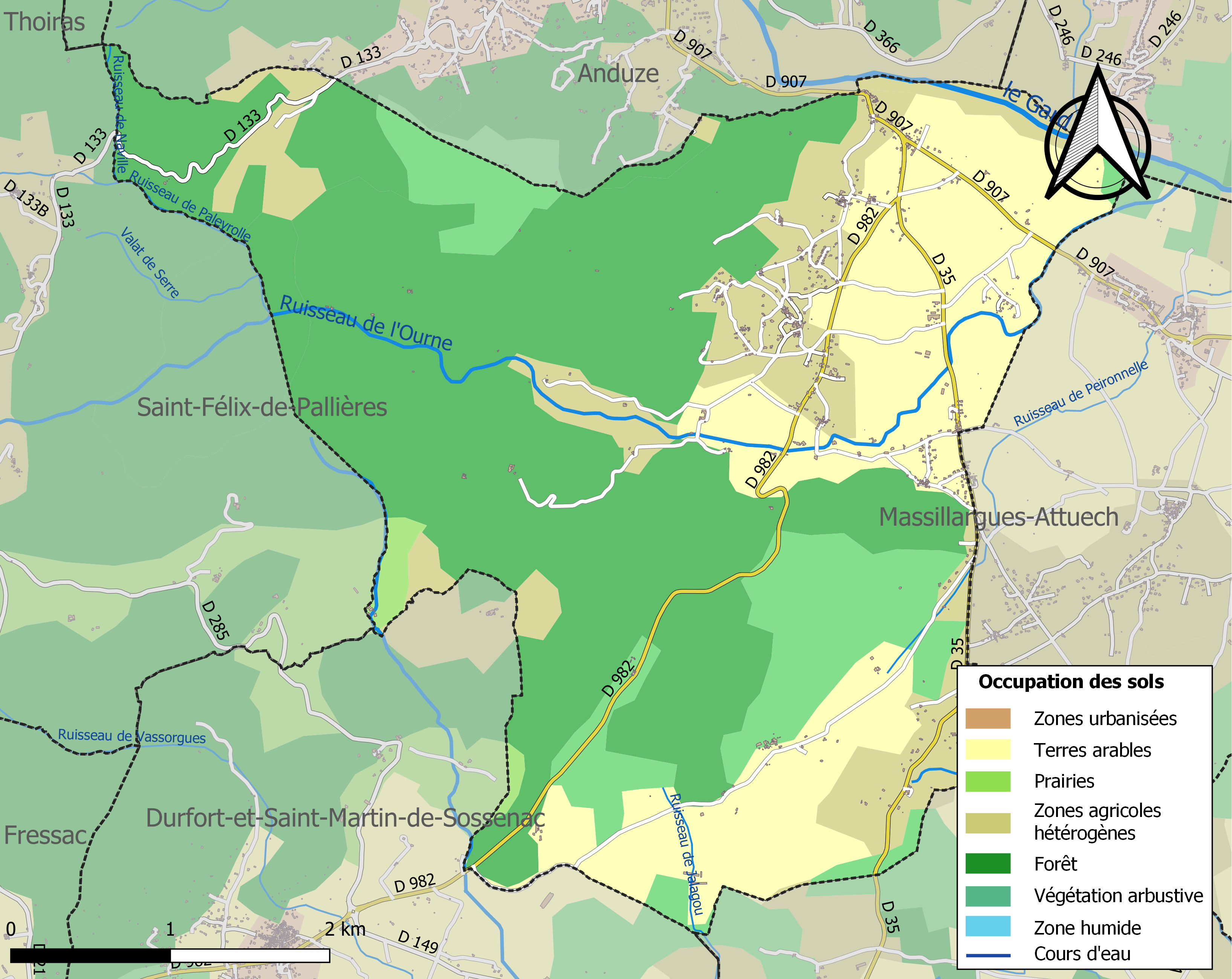
Kaart van de gemeente met belangrijkste infrastructuur, bodemgebruik en omliggende gemeenten

## Demografie
Onderstaande figuur toont het verloop van het inwonertal (bron: INSEE-tellingen).